# 新北中信特攻
新北中信特攻（英語：New Taipei CTBC DEA）為臺灣職業籃球隊，以新北市作為球隊所在地，並以會員身份參與台灣職業籃球大聯盟賽事，球隊主場館為新北市立新莊體育館。球隊為中信金控旗下隊伍之一，該集團擁有職業棒球隊中華職棒中信兄弟與職業電子競技戰隊LCP職業聯賽中信飛牡蠣。
新北中信特攻成立於2021年，在2021-22賽季成為T1聯盟創始球隊，並獲選為該賽季T1聯盟年度最FUN主場，下賽季蟬聯該獎項以及獲得T1聯盟年度總冠軍，第三個賽季再度拿下年度最佳主場，2024-25賽季成為台灣職業籃球大聯盟創始球隊。

## 歷史

### 2021年
2021年5月24日，新聯盟表示有來自新北市、臺北市、臺中市與高雄市的企業向聯盟提出加盟申請。6月21日，T1聯盟與四支球隊未來五年的運營與財務規劃在聯盟的球團領隊會議中正式通過，四支球隊正式簽署加盟意向書、繳交加盟權利金新臺幣500萬元，並簽署三年不退出聯盟之保證。7月5日，「中國信託育樂股份有限公司」核准設立，董事長為陳國恩。7月30日，新北中信特攻宣佈正式成軍，總教練由李逸驊擔任，張樹人擔任總經理，英文隊名「DEA」取自美国缉毒局，並公佈球隊Logo。9月4日，新北中信特攻確定以新北市立新莊體育館作為球隊主場館，並確定與P. LEAGUE+（PLG）新北國王共用主場館。9月17日，新北中信特攻宣佈與新北市政府合作冠名。9月23日，新北中信特攻宣佈由賴國維擔任助理教練。10月27日，新北中信特攻宣佈由楊淑惠出任領隊。11月6日，新北中信特攻舉行成軍記者會，記者會中正式亮相球隊啦啦隊「熱情姊妹」。

### 2022年
2022年4月9日，新北中信特攻吉祥物「Thunder」首次曝光亮相。5月11日，新北中信特攻獲選T1聯盟2021-22賽季年度最FUN主場。5月19日，新北中信特攻確定拿下例行賽第三名、直接晉級季後賽。5月28日，新北中信特攻在四強賽以1比2不敵臺中葳格太陽。9月5日，總經理張樹人接任T1聯盟秘書長，由劉志威兼任總經理職務。9月9日，新北中信特攻宣佈聘請莫米爾（Momir Ratkovic）出任新賽季助理教練。10月11日，新北中信特攻舉行開季記者會，記者會中宣佈聘請許時清擔任球員發展教練，並推出由莫宰羊打造的年度主題曲。

### 2023年
2023年4月3日，新北中信特攻確定以例行賽第一名之姿拿下季後賽頭號種子。4月29日，新北中信特攻獲選T1聯盟2022-23賽季年度最佳主場。5月7日，新北中信特攻在四強賽以3比0擊敗臺中太陽，挺進總冠軍賽。5月21日，新北中信特攻在總冠軍賽以4比0擊敗臺南台鋼獵鷹，奪得2022-23賽季年度總冠軍。8月4日，新北中信特攻宣布與助理教練莫米爾完成續約。

### 2024年
2024年3月13日，新北中信特攻與臺北戰神共同宣布4月13日至14日於臺北大巨蛋舉辦「攻戰大巨蛋－雙北反毒籃球賽」，該賽事將成為臺北大巨蛋首場職業籃球賽事。4月27日，新北中信特攻確定以例行賽第一名之姿拿下季後賽頭號種子。5月14日，新北中信特攻在四強賽以2比3不敵臺北戰神。7月9日，新北中信特攻與台灣職業籃球大聯盟（TPBL）其他六支球隊發表聯合聲明。12月16日，新北中信特攻宣布莫米爾（Momir Ratkovic）轉任執行教練。

### 2025年
2025年5月18日，新北中信特攻確定拿下例行賽第六名、無緣季後賽。7月3日，新北中信特攻宣布總教練李逸驊離隊。

## 歷年戰績
以下列出球隊過去在T1聯盟與台灣職業籃球大聯盟的戰績。
| 聯盟總冠軍 | 晉級季後賽 |

| 賽季    | 聯盟 | 例行賽 | 例行賽 | 例行賽 | 例行賽 | 例行賽 | 季後賽                                                        |
| 賽季    | 聯盟 | 名次   | 已賽   | 勝場   | 敗場   | 勝率   | 季後賽                                                        |
| ------- | ---- | ------ | ------ | ------ | ------ | ------ | ------------------------------------------------------------- |
| 2021-22 | T1   | 3 / 6  | 30     | 17     | 13     | .567   | 落敗 四強賽（臺中葳格太陽）1比2                               |
| 2022-23 | T1   | 1 / 6  | 30     | 25     | 5      | .833   | 獲勝 四強賽（臺中太陽）3比0 獲勝 總冠軍賽（臺南台鋼獵鷹）4比0 |
| 2023-24 | T1   | 1 / 5  | 28     | 19     | 9      | .679   | 落敗 四強賽（臺北戰神）2比3                                   |
| 2024-25 | TPBL | 6 / 7  | 36     | 16     | 20     | .444   |                                                               |

## 主場館
新北中信特攻從2021年起使用新北市立新莊體育館作為球隊主場。2024年4月13日至14日兩場主場賽事在臺北大巨蛋舉行，並與臺北戰神以共同主場方式進行。

## 外部連結
- 官方网站
- 新北中信特攻的Facebook專頁
- 新北中信特攻的Instagram帳戶
- YouTube上的新北中信特攻頻道